# گیملی (سرزمین میانه)
گیملی (به انگلیسی: Gimli) شخصیتی خیالی در رشته‌افسانهٔ جان رونالد روئل تالکین است که اولین بار در داستان ارباب حلقه‌ها معرفی می‌شود.
او دورفی از قوم دورین (سرزمین میانی) بود، نسل آن‌ها مستقیماً به دورین بی مرگ منتهی می‌شد. او در زمان جستجوی اره‌بور بسیار جوان بود، اما مدتی بعد به عنوان تنها دورف عضو یاران حلقه مشهور شد.

## تاریخچه
گیملی یکصد و نه سال بعد از ویرانی دیل و تسخیر اره‌بور به وسیلهٔ اسماگ طلایی، در کوهستان آبی به دنیا آمد. چیز زیادی در مورد دوران اول زندگی او مشخص نیست (در واقع در مورد دوران جوانی هیچ‌کدام از دورف‌ها)، جز اینکه او بخاطر سن پایینش از پیوستن به گروه تورین منع شد. سال‌ها بعد در ۳۰۱۷ د. س. گیملی شاهد اغواگری فرستاده موردور دربارهٔ حلقه یگانه بود. او برای هشدار دادن به بیلبو و مشورت با الروند دربارهٔ مسائل پیش آمده از پدرش جدا شد و به ریوندل رفت. هدف او از این سفر مبهم است زیرا بیلبو را نمی‌شناخت و مانند دیگر دورف‌ها نیز علاقه‌ای به الفها نداشت. ممکن است که پدرش او را فقط برای کسب تجربه به ریوندل فرستاده باشد. به هر حال او به عنوان نماینده دورف‌های اره‌بور در شورای الروند حاضر شد.

## یاران حلقه
گیملی، تنها دورف جوان در شورای الروند، به عنوان عضو گروه یاران حلقه برگزیده شد. او تنها عضو گروه بود که زره به تن و یک تبر با تیغهٔ پهن با خود داشت. او با گفتن اینکه «نیازی به نقشه ندارد» خیلی سریع خود را در گروه نشان داد و ادعا کرد که کوهستان مه آلود را با نام‌های اختصاصی خازدول می‌شناسد.
گیملی بیشتر از بقیه اعضای گروه برای پیش گرفتن مسیر از معادن موریا با گندالف اختلاف نظر داشت. شاید این پافشاری او بخاطر این بود که قصد داشت هرچه سریعتر از پسر عمویش بالین که برای بازیابی تمدن گذشته پدرانش به آنجا رفته بود، خبری بگیرد و البته دلیل دیگر به اخلاق طبیعی او بر می‌گشت. اولین برخورد او بالگولاس پیش از رسیدن به درهای دورین بخاطر بحث در مورد مسائل نژادی به وجود آمد. گندالف سریعاً در مشاجره آن‌ها پادرمیانی کرد، با این حال آن‌ها تا قبل از رسیدن به لوتلورین دوست‌های واقعی نبودند.
گندالف با اجازه دادن به گیملی برای جلو حرکت کردن در راه‌های تاریک معدن، از مهارت‌های او به عنوان یک دورف استفاده می‌کرد و زمانی که گروه به راه‌های مشکوک بر می‌خورد راهنمایی‌های گیملی بسیار کارساز بود. این نشان می‌داد که گندالف به مهارت‌های دورفی گیملی بیشتر از دانش خودش دربارهٔ موریا تکیه می‌کرد، با اینکه گیملی هرگز قبل از این موریا را ندیده بود.
گیملی کمک به گندالف را ادامه داد و در نبرد اتاق مزربول مقابل اورکها محکم و دلیرانه جنگید و از آرامگاه بالین محافظت کرد. وقتی که گندالف در حال متوقف کردن بالروگ بود او گروه را برای عبور از پل خزد-دوم رهبری کرد.
بعد از سقوط گندالف به همراه بالروگ، زمانی که به نزدیکی دریاچهٔ خزد-زرم رسیدند او فرودو را با خود برد تا آن دریاچه را به وی نشان دهد. با اینکه یکی از مفیدترین اعضای گروه بود اما در لوتلورین موجب دردسر شد. زمانی که الف‌ها آن‌ها در مرزهای لوتلورین پیدا کردند هالدیر سردسته الف‌ها بخاطر گیملی مانع از ورود آن‌ها به جنگل طلایی شد و پس از اصرار فراوان موافقت کرد، به شرط آنکه چشمان گیملی را ببندند. گیملی شرط را نپذیرفت و همین موجب مشاجره دوباره بین او و لگولاس شد و گیملی گفت در صورتی قبول خواهد کرد که چشمان لگولاس را نیز ببندند.
در نهایت آراگورن آن‌ها را متقاعد کرد و همه یاران حلقه با چشمانی بسته وارد لوتلورین شدند. در کرین‌آمروث هالدیر چشمان او را باز و از او طلب بخشش کرد و پیام بانو گالادریل و کلبورن را بازگو کرد که گفته بودند دورف و یارانش باید آزادانه در لوتلورین قدم زنند. در ملاقات یاران حلقه با گالادریل و کلبورن، زمانی که کلبورن فهمید گاندالف سقوط کرده گفت هرگز گیملی و همراهیانش را در لوتلورین نخواهد پذیرفت، زیرا می‌دانست که دورف‌ها به اعماق زمین نفوذ کرده و باعث بیدار شدن بالروگ شده‌اند. اما بانو گالادریل مهربانانه با گیملی سخن گفت و کلبورن نیز حرف‌هایش را پس گرفت و گفت هر کاری از دستشان بر بیاید برای یاران حلقه می‌کنند.
در مدت اقامت در لوتلورین گیملی و لگولاس مدت زیادی را با هم به قدم زدن در بیشه گذراندند و رابطه دوستانه میان آن دو پررنگ‌تر شد. آنگاه که یاران حلقه آنجا را ترک می‌کردند گالادریل به هر کدام از آن‌ها هدیه‌ای داد. گیملی فقط یک تار از موهای او را طلب کرد و گالادریل سه تار از موهایش را برید و به او داد.
در مسیر رودخانه آندوین گیملی و لگولاس باهم در یک قایق بودند. زمانی که به آمون‌هن رسیدند وقت آن بود که مسیر بعدی‌شان را مشخص کنند. گیملی با رفتن به میناس‌تریت موافق بود، با این حال می‌گفت فرودو هر تصمیمی بگیرد او نیز با او همراه خواهد شد. در حالی که فرودو برای تصمیم‌گیری از گروه جدا شده بود، آراگورن پیشنهاد کرد که اگر فرودو تصمیم به رفتن به سمت موردور را بگیرد، گیملی، سم و خودش باید همراه او بروند و دیگران مسیر میناس‌تریت را پیش گیرند.
اما برومیر به آن‌ها گفت که او و فرودو مشاجره کرده‌اند و فرودو ناپدید شده. یاران حلقه هر کدام مسیری را پیش گرفته و به جستجوی او پرداختند. گیملی و لگولاس در بیشه با اورک‌ها روبرو شده و بسیاری از آن‌ها را به هلاکت رساندند، اما چندی بعد صدای شیپور برومیر را شنیده و به کمک او شتافتند. اگرچه دیر شده بود و برومیر در راه محافظت از مری و پی‌پین جان داده بود. فرودو و سم راهی مرودور و مری و پیپین توسط اورک‌ها اسیر شدند.

## سه شکارگر
بعد از جدایی یاران حلقه، با تصمیم آراگورن، آن سه (لگولاس، گیملی و آراگورن) به دنبال مری و پی‌پین رفتند و مسافت زیادی را از میان دشت‌های روهان در کمتر از چهار روز طی کردند. در ۳۰ فوریه با ائومر، ارتشبد سوم سرزمین سواران، روبرو شدند. زمانی که ائومر فهمید آن‌ها از لوتلورین به روهان آمده‌اند مشکوک شد، گیملی بخاطر بی‌احترامی ائومر به گالادریل با او مشاجره کرد و لگولاس نیز به کمکش آمد. اما قبل از اینکه دعوا جدی شود آراگورن مداخله کرد.
وقتی که ائومر داستان آن‌ها را شنید عذرخواهی کرد و به آن‌ها اسب‌هایی داد تا به حرکتشان سرعت بخشند. آن‌ها اجساد سوزانده شده اورک‌ها را دیدند اما اثری از هابیت‌ها نبود. وقتی که شب در حال استراحت بودند، گیملی پیرمردی رداپوش را دید و فریاد زد. پیرمرد ناپدید شد و اسب هایشان هم فرار کردند. او گمان می‌کرد که پیرمرد همان سارومان باشد.
روز بعد ردپای هابیت‌ها آن‌ها را به داخل جنگل فنگورن کشاند. در آنجا دوباره پیرمرد را دیدند و گیملی اینبار او را تهدید کرد و در مورد هابیت‌ها پرسید. پیرمرد ردایش را کنار انداخت و چهره‌اش را آشکار ساخت، او گندالف بود. او از مبارزه با بالروگ گفت و پیغام گالادریل را به آن‌ها رساند، که از همه بیشتر موجب خوشحالی گیملی شد. سپس آن‌ها به همراه گندالف به سمت ادوراس تاختند.
پیغام گالادریل به گیملی چنین بود:
به گیملی پسر گلوین درود بانویش را برسان. ای کلیددار هرکجا که تو راهی شوی، فکر و خیالم با توست، اما مراقب باش که تبرت را بر تنهٔ درختی مناسب فرود آوری!

## جنگ حلقه
وقتی که گندالف شاه تئودن را متقاعد کرد که به نبرد با سارومان برود، گیملی یک سپر روهان که متعلق به دوران کودکی شاه بود را حمل می‌کرد. ائومر گیملی را سوار اسب خود کرد و آن‌ها با هم به جنگ رفتند.
در گودی هلم، در حالی که گیملی بیشتر از همیشه مشتاق کشتن اورک‌ها بود لشکری ده هزار نفری از اورک‌های سارومان به قلعه حمله کردند. او دو اورک را در حالی که نزدیک بود ائومر را بکشند، گردن زد اما فهمید که لگولاس هم‌اکنون بیست اورک را به هلاکت رسانده. از این رو آن دو تا پایان نبرد رقابتی شمارشی با یکدیگر داشتند. زمانی که اورک‌ها از طریق آبگذر نفوذ کرده بودند گیملی اولین کسی بود که به مقابله با آنان رفت، او قهرمانانه از بالای دیوار به میان آن‌ها پرید و در مسدود کردن آبگذر هم نقش مهمی را ایفا کرد. زمان عقب نشینی، گیملی یکی از کسانی بود که وارد غارهای درخشان شد. او از دیدن شکوه این غارها شگفت زده شده بود. در انتها گیملی چهل و دو و لگولاس چهل و یک اورک را کشتند.
او هنگام دیدن دو هابیت جوان، مری و پی‌پین در حال پیپ دود کردن در ویرانه‌های آیزنگارد، برای اولین بار مقدار ناچیزی شوخ‌طبعی از خود نشان داد.
زمانی که یاران حلقه دوباره از هم جدا شدند، گندالف با پی‌پین به سمت میناس تریت رفت، تئودن و سوارانش به دون‌هارو تاختند و گیملی بر خلاف خواسته آراگورن، به همراه او با لگولاس، پسران الروند و تک آوران دونه‌داین به جاده مردگان رفتند. او از ورود به در تاریک وحشت داشت، اما فکر اینکه مبادا الفی در رفتن به زیرزمین از یک دورف پیشی بگیرد، او را وادار به داخل شدن کرد.
او به همراه آراگورن و دیگر همراهیانشان با کشتی‌های سیاه به نبرد دشت پله‌نور رسیدند و گیملی با تبرش از کشتی پایین پرید و دلیرانه جنگید، تا زمانی که جنگ به پیروزی ختم شد.
گیملی در میناس‌تریت به آراگورن وعده مهارت مردمش در سنگ‌کاری، برای بازسازی شهر را داد، اما نبرد هنوز تمام نشده بود. در ۱۸ مارس او به همراه ارتش غرب به طرف دروازه‌های سیاه رفت و آن‌ها در نبرد دشت مورانن توجه سائورون را به خود جلب کردند تا حامل حلقه مأموریتش را به پایان برساند. بعد از نبرد او پی‌پین را زخمی، روی تپه‌ای پیدا کرد و او را به اردوگاه دشت کورمالن برد.

## بعد از جنگ حلقه
بعد از تاج‌گذاری آراگورن، گیملی به دوست قدیمی اش ائومر، بدرود گفت. زمانی که آن‌ها به گودی هلم رسیدند، لگولاس همانطور که قول داده بود به همراه گیملی به غارهای درخشان رفت و از دیدن آن منظره حیرت‌زده شد. در آیزنگارد آن دو از همراهانشان جدا و راهی فنگورن شدند.
گیملی با گروهی از دورف‌های تنهاکوه به غارهای درخشان در گودی هلم آمد و بدین ترتیب ارباب غارهای درخشان شد. او و مردمش درهای میناس‌تریت را از فولاد و میتریل ساخته و کارهای بزرگ دیگری نیز در گاندور و روهان انجام دادند. گیملی سال‌های بسیاری را با خشنودی در غارهای درخشان زندگی کرد و دوستش لگولاس نیز در باغ‌های ایتیلین ساکن شد. او دوستی‌اش را با مری و پی‌پین که به گاندور آمده بودند نیز ادامه داد.
در سال ۱۲۰ دوران چهارم، آراگورن فوت کرد. لگولاس تصمیم گرفت به غرب برود، کاری که مدت‌ها میل فراوانی به انجام آن داشت. گفته شده گیملی بخاطر دوستی عمیقش با لگولاس و همینطور به منظور دیدن دوباره گالادریل در این سفر همراه لگولاس رفته (ممکن است گالادریل مجوز زندگی گیملی در غرب را گرفته باشد). و در پایان او و لگولاس، آخرین بازمانده‌های یاران حلقه نیز سرزمین میانه را ترک کرده و از مسیر آندوین وارد دریا شدند.

## شخصیت
گیملی شخصیتی است که در طول داستان ارباب حلقه‌ها بیشترین تحقیر و اهانت را به سائورون و خدمتکارانش می‌کند. او بسیار عبوس است، در مواقع نادری می‌خندد، اصلاً اهل شوخی نیست و به نظر می‌رسد که نسبت به بقیه بیشتر خرافاتی است.
او همیشه کینه‌ای عمیق نسبت به دشمنان خویش دارد، چیزی که در اکثر دورف‌ها نیز به چشم می‌خورد. به نظر می‌رسد زمانی که او از موریا و بالین صحبت می‌کند عمیق‌ترین احساسات خود را بروز می‌دهد. گیملی طبیعتی ثابت قدم در رقابت با دیگران دارد. او همینطور نشان داده که عاشق غذا است، مخصوصاً لمباس، نان الفها.

## نام‌ها و القاب
- گیملی: معنی نام «گیملی» نامشخص است. ممکن است از کلمه «گیم» به معنی «آتش کوچک» یا «جرقه» گرفته شده باشد.
- یاور الف: این لقب را بخاطر رفاقتش با لگولاس و احترامی که برای گالادریل قائل بود، به او داده‌اند.
- ارباب غارهای درخشان: بعد از جنگ حلقه گیملی و دورف‌هایی از تنها کوه در غارهای درخشان سکنا گزیدند و از این رو نام «ارباب غارهای درخشان» را به او دادند.